# Leif Beck Fallesen
Leif Beck Fallesen (født 24. juni 1946 i Haderslev) er uddannet cand.scient.pol. og var indtil 2011 ansvarshavende chefredaktør og administrerende direktør på Dagbladet Børsen. Erhvervskommentator TV2.
Leif Beck Fallesen blev student fra Aabenraa Statsskole i 1965 og uddannet som journalist ved Århus Stiftstidende i 1971. I 1973-1974 tog han Certificat d´Etudes Europennes i Brügge, Belgien. Han blev kandidat i statskundskab fra Aarhus Universitet i 1977. Årene efter fungerede han som økonomisk journalist på Århus Stiftstidende, hvor han havde været ansat siden 1967, på Morgenavisen Jyllands-Posten fra 1977 og på DR's Radioavisen fra 1978. 
Han blev i 1984 økonomisk redaktør på Dagbladet Børsen. I 1990 blev han chefredaktør, og fra 1997 ansvarshavende. Siden 2002 har han også været administrerende direktør.